# Zdeněk Grygera
Zdeněk Grygera, né le 14 mai 1980 à Přílepy en Tchéquie, est un footballeur international tchèque, évoluant au poste d'arrière droit.
Surnommé Il Soldato lors de son passage en Italie, son poste de prédilection était défenseur latéral droit. Il est connu pour être un membre de la génération dorée de l'équipe de République tchèque aux côtés de joueurs tels que Pavel Nedvěd, Petr Čech, Tomáš Rosický, Marek Jankulovski, Jan Koller ou encore Vladimír Šmicer. Avec sa sélection, il a notamment participé à l'Euro 2004, la Coupe du monde 2006 et l'Euro 2008. En club, il a évolué principalement avec les équipes de l'AC Sparta Prague, l'Ajax Amsterdam et la Juventus. Il a mis fin à sa carrière le 6 décembre 2012.

## Biographie

### Débuts en Tchéquie
Né à Přílepy, Zdeněk Grygera passe par le TJ Holešov avant de rejoindre l'un des plus importants clubs de sa région, le Svit Zlín, en 1990. Après avoir joué dans les différentes catégories de jeunes il débute en professionnel lors de la saison 1997-1998 en Druhá Liga à seulement 17 ans. Il y joue 20 matchs et marque un but.
Après huit ans au Svit Zlín, il signe le 1er juillet 1998 avec le club de Petra Drnovice, qui lui permet de découvrir la Gambrinus Liga, l'élite du football tchèque. Il y fait ses débuts lors de la saison 1998-1999, où il joue en tout 25 matchs de championnat. Grygera devient alors l'un des joueurs tchèques les plus prometteurs de sa génération. Il participe à 29 matchs de championnat et marque 3 buts en 1999-2000.

### Sparta Prague
Les bonnes prestations de Grygera, notamment lors de l'Euro espoir 2000 avec l'équipe de Tchéquie espoirs, l'amène à être perçu comme l'une des stars montantes du football tchèque et attire les deux grands clubs de la capitale, le Sparta Prague et le Slavia Prague, mais c'est avec le premier nommé qu'il s'engage en juillet 2000.
Il joue son premier match pour le Sparta le 30 juillet 2000 face au Marila Příbram, lors de la première journée de la saison 2000-2001 du championnat tchèque. Il entre en jeu à la place de Pavel Novotný et son équipe s'impose par trois buts à zéro. Il joue son premier match de Ligue des champions lors d'une rencontre qualificative face au FC Zimbru Chișinău remportée par le Sparta le 8 août 2000 (0-1 score final). Il gagne son premier trophée dès sa première année avec le Sparta, le club remportant le septième titre de champion de République tchèque de son histoire.
Grygera inscrit son premier but pour le Sparta le 29 avril 2002, lors d'une rencontre de championnat face au FC Stavo Artikel Brno. Titulaire, il donne la victoire à son équipe en marquant le seul but de la partie.

### Ajax Amsterdam
Le 22 juillet 2003, Grygera signe en faveur de l'Ajax Amsterdam pour un contrat de quatre ans. Sa venue est supposée pousser Hatem Trabelsi, le titulaire habituel au poste d'arrière droit vers la sortie, mais ce dernier ne quitte finalement pas le club. Malgré cette situation potentiellement problématique, le Tchèque se retrouve à débuter dès le 12 août 2003 en Ligue des champions face au Grazer AK, grâce à sa polyvalence. Il est en effet positionné au poste de défenseur central aux côtés de Julien Escudé et le match se termine par un score nul de 1-1. Il joue son premier match d'Eredivisie le 17 août 2003, lors de la première journée de la saison 2003-2004 face au Vitesse Arnhem. Il est titulaire ce jour-là et son équipe s'impose par deux buts à un. Lors de sa première saison à l'Ajax, Grygera joue un total de 25 matchs et est sacré champion des Pays-Bas.
Le 19 septembre 2004, Grygera inscrit son premier but pour l'Ajax, lors de la large victoire de son équipe face au FC Den Bosch (0-5).
Grâce à ses 110 apparitions avec l'Ajax, Zdeněk Grygera fait partie du club van 100, qui regroupe les footballeurs ayant joué au moins cent matches officiels avec l'équipe première du club.

### Juventus Turin
Dès janvier 2007, il est connu que Grygera a fait le choix de s'engager librement avec la Juventus Turin au terme de son contrat, au 1er juillet 2007. Il était supposé rejoindre les Bianconeri après la Coupe du monde 2006, mais le scandale du Calciopoli a remis le transfert à plus tard. Pavel Nedvěd, son ami et coéquipier en sélection, avait suggéré le nom de Grygera à la direction de la Juventus.
Il fait ses débuts avec la Juventus le 23 septembre 2007 sur la pelouse de l'AS Rome, lors d'un match qui se termine sur un score nul de 2-2. Le 9 mars 2008, il est auteur d'une belle performance face au Genoa CFC en championnat. En effet, il ouvre le score d'une puissante frappe du droit puis délivre une passe décisive à David Trezeguet, permettant à son équipe de remporter le match par deux buts à zéro.
Le 13 novembre 2008, Grygera se fait de nouveau remarquer en étant l'auteur d'un but et d'une passe décisive, lors d'une rencontre de championnat, une nouvelle fois face au Genoa CFC. Titularisé ce jour-là, il ouvre le score après six minutes de jeux et sert ensuite Amauri sur le deuxième but, contribuant ainsi à la victoire de son équipe par quatre buts à un.

### Fulham
Lors de l'été 2011, il reste encore un an de contrat liant Grygera à la Juventus, mais d'un commun accord, le contrat est résilié au 30 août. Le lendemain, il s'engage donc librement avec le club anglais de Fulham FC pour un an avec en option une année supplémentaire. 
Il débute avec son nouveau club le 15 septembre 2011, lors d'un match de Ligue Europa face aux néerlandais du FC Twente. Il est titulaire et la rencontre se solde par un nul de 1-1. Il joue son premier match de Premier League le 24 septembre suivant, lors d'un déplacement à West Bromwich Albion lors duquel il est titularisé. Son équipe fait match nul ce jour-là (0-0).

### En équipe nationale
Zdeněk Grygera est appelé avec les différentes équipes nationales de Tchéquie, des moins de 17 ans jusqu'aux A. 

#### Avec les espoirs

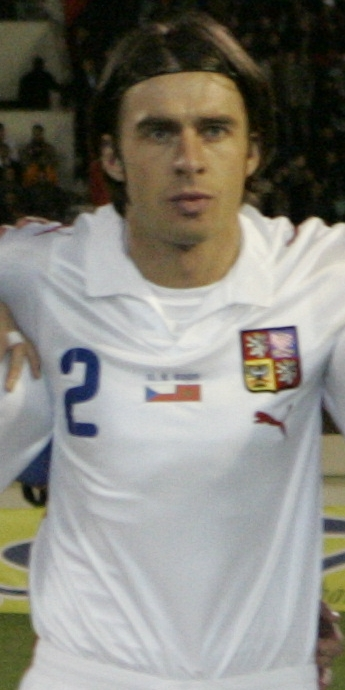
Grygera avec l'équipe de Tchéquie en 2009.

Il fête sa première sélection avec l'équipe de Tchéquie espoirs le 22 février 2000 contre l'Irlande à Dublin, lors d'un match qui se termine par la victoire des Tchèques sur le score de 2-1. Le 25 avril de la même année, il est pour la première fois titularisé avec les espoirs, lors de la défaite des siens 2-0 contre l'Italie. Grygera est retenu par le sélectionneur des espoirs de l'époque, Karel Brückner, pour participer à l'Euro espoir 2000 en Slovaquie. Les jeunes tchèques font bonne impression durant cette compétition puisqu'ils se hissent jusqu'en finale, et Grygera occupe un rôle de titulaire dans la défense durant le tournoi. La finale a lieu le 4 juin et ils sont battus 2-1 par l'Italie d'Andrea Pirlo, double buteur et bourreau des Tchèques.
Grygera, toujours éligible avec les espoirs, fait partie de la sélection dirigée par Miroslav Beránek pour participer à l'Euro espoir 2002 qui se déroule en Suisse. Il débute à nouveau le tournoi comme titulaire et il inscrit durant la compétition son premier but avec l'équipe tchèque espoir, face à la Grèce, le 21 mai 2002 (score final 1-1). Pour la deuxième fois de suite, les Tchèques atteignent la finale de l'Euro espoir, et cette fois-ci ils affrontent la France le 28 mai. Les deux formations se neutralisent sans marquer le moindre but et sont obligés de se départager aux tirs au but, Grygera est le deuxième joueur de son équipe à se présenter face au portier français Mickaël Landreau et il réussit à mettre le cuir au fond des filets. Les jeunes français ratent trois de leurs tirs et l'équipe de Tchéquie espoirs remporte donc le tournoi après un parcours remarquable.

#### Avec l'équipe A
Grygera honore sa première sélection avec l'équipe de Tchéquie le 15 août 2001 à l'occasion d'un match amical contre la Corée du Sud. Ce jour-là, il est titulaire et les Tchèques s'imposent 5-0. C'est à partir de ce jour qu'il devient un membre régulier de la sélection, étant systématiquement appelé.
Le 12 février 2003, il se distingue en marquant son premier but en sélection, et pas n'importe lequel, puisque c'est face à l'une des meilleures équipes du moment, l'équipe de France, au Stade de France. Alors qu'il est droitier, Grygera inscrit un but mémorable d'une frappe lointaine du pied gauche qui trompe Ulrich Ramé. Les Tchèques s'imposent 2-0, avec un autre but du jeune attaquant Milan Baroš.
Grygera est convoqué par le sélectionneur Karel Brückner dans la liste des joueurs retenus pour participer à l'Euro 2004. Il joue quatre matchs dont trois comme titulaire au poste d'arrière droit. Les Tchèques sortent de la phase de groupe avec trois victoires en trois matchs contre la Lettonie (2-1), les Pays-Bas (2-3) et l'Allemagne (1-2). Ensuite, la République tchèque impressionne en éliminant le Danemark en quarts de finale (3-0). Les Tchèques s'inclinent en demi-finale contre la Grèce durant les prolongations, battus sur un but de la tête de Traïanós Déllas.
Grygera participe à la Coupe du monde 2006 avec l'équipe de Tchéquie. Il est le titulaire habituel au poste d'arrière droit et peut aussi évoluer dans l'axe de la défense. La Tchéquie est éliminée au premier tour, après une victoire face aux États-Unis (3-0), mais deux défaites contre le Ghana (0-2) et l'Italie (0-2).
Grygera participe également à l'Euro 2008.
Grygera joue son dernier match avec la sélection tchèque le 9 septembre 2009, contre Saint-Marin. Il est titularisé et son équipe l'emporte par sept buts à zéro.
Au total Grygera joue 65 matchs avec la Tchéquie pour deux buts marqués.

## Statistiques
| Saison                | Club                  | Championnat           | Championnat | Championnat | Coupe(s) nationale(s) | Coupe(s) nationale(s) | Compétition(s) continentale(s) | Compétition(s) continentale(s) | Compétition(s) continentale(s) | Total | Total |
| Saison                | Club                  | Division              | M.          | B.          | M.                    | B.                    | Comp.                          | M.                             | B.                             | M.    | B.    |
| 1997-1998             | Svit Zlín             | Druhá Liga            | 20          | 1           | -                     | -                     | -                              | -                              | -                              | 20    | 1     |
| Sous-total            | Sous-total            | Sous-total            | 20          | 1           | -                     | -                     | -                              | -                              | -                              | 20    | 1     |
| 1998-1999             | Petra Drnovice        | Gambrinus liga        | 25          | 0           | -                     | -                     | -                              | -                              | -                              | 25    | 0     |
| 1999-2000             | Petra Drnovice        | Gambrinus liga        | 29          | 3           | -                     | -                     | -                              | -                              | -                              | 29    | 3     |
| Sous-total            | Sous-total            | Sous-total            | 54          | 3           | -                     | -                     | -                              | -                              | -                              | 54    | 3     |
| 2000-2001             | Sparta Prague         | Gambrinus liga        | 15          | 0           | -                     | -                     | C1                             | 6                              | 0                              | 21    | 0     |
| 2001-2002             | Sparta Prague         | Gambrinus liga        | 21          | 1           | -                     | -                     | C1                             | 7                              | 0                              | 28    | 1     |
| 2002-2003             | Sparta Prague         | Gambrinus liga        | 29          | 1           | -                     | -                     | C1+C3                          | 4+4                            | 0                              | 37    | 1     |
| Sous-total            | Sous-total            | Sous-total            | 65          | 2           | -                     | -                     | -                              | 21                             | 0                              | 86    | 2     |
| 2003-2004             | Ajax Amsterdam        | Eredivisie            | 20          | 0           | 1                     | 0                     | C1                             | 4                              | 0                              | 25    | 0     |
| 2004-2005             | Ajax Amsterdam        | Eredivisie            | 18          | 4           | 3                     | 0                     | C1+C3                          | 5+0                            | 0                              | 26    | 4     |
| 2005-2006             | Ajax Amsterdam        | Eredivisie            | 18          | 1           | 2                     | 0                     | C1                             | 8                              | 0                              | 28    | 1     |
| 2006-2007             | Ajax Amsterdam        | Eredivisie            | 22          | 3           | 4                     | 0                     | C1+C3                          | 0+5                            | 0+1                            | 31    | 4     |
| Sous-total            | Sous-total            | Sous-total            | 78          | 8           | 10                    | 0                     | -                              | 22                             | 1                              | 110   | 9     |
| 2007-2008             | Juventus Turin        | Serie A               | 24          | 1           | 3                     | 0                     | -                              | -                              | -                              | 27    | 1     |
| 2008-2009             | Juventus Turin        | Serie A               | 31          | 2           | 4                     | 0                     | C1                             | 8                              | 0                              | 43    | 2     |
| 2009-2010             | Juventus Turin        | Serie A               | 19          | 0           | 2                     | 0                     | C1+C3                          | 1+3                            | 0+0                            | 25    | 0     |
| 2010-2011             | Juventus Turin        | Serie A               | 13          | 0           | 2                     | 0                     | C3                             | 4                              | 0                              | 19    | 0     |
| Sous-total            | Sous-total            | Sous-total            | 87          | 3           | 11                    | 0                     | -                              | 16                             | 0                              | 114   | 3     |
| 2011-2012             | Fulham FC             | Premier League        | 5           | 0           | 1                     | 0                     | C3                             | 1                              | 0                              | 7     | 0     |
| Sous-total            | Sous-total            | Sous-total            | 5           | 0           | 1                     | 0                     | -                              | 1                              | 0                              | 7     | 0     |
| Total sur la carrière | Total sur la carrière | Total sur la carrière | 309         | 17          | 22                    | 0                     | -                              | 60                             | 1                              | 391   | 18    |

### Buts internationaux
| 0 | Date             | Lieu                                  | Adversaire | Score | Résultats | Compétitions                 |
| - | ---------------- | ------------------------------------- | ---------- | ----- | --------- | ---------------------------- |
| 1 | 12 février 2003  | Stade de France, Saint-Denis, France  | France     | 0-1   | 0 - 2     | Match amical                 |
| 2 | 17 novembre 2007 | Generali Arena, Saint-Denis, Tchéquie | Slovaquie  | 1-0   | 3 - 1     | Éliminatoires de l'Euro 2008 |

## Palmarès
Sparta Prague
- Champion de Tchéquie
  - 2000-2001 et 2002-2003.

 Ajax Amsterdam
- Champion des Pays-Bas
  - 2003-2004.
- Vainqueur de la Supercoupe des Pays-Bas
  - 2005.
- Vainqueur de la Coupe des Pays-Bas
  - 2005-2006 et 2006-2007.

 Juventus Turin
- Vice-champion d'Italie
  - 2008-2009.

## Vie privée
Grygera est un fan de Comics, sa collection de bande-dessinées comprend de nombreuses œuvres d'artistes tels que Alex Ross, Kurt Busiek, Grant Morrison et Mark Millar. Son super-héros favoris est Hal Jordan, alias Green Lantern. Il est également un grand fan de cinéma et apprécie particulièrement Kurt Russell.
Depuis 2003 Zdeněk Grygera est marié à Lucie Grygerová avec qui il a deux enfants, un garçon et une fille.